# Enno Aufderheide

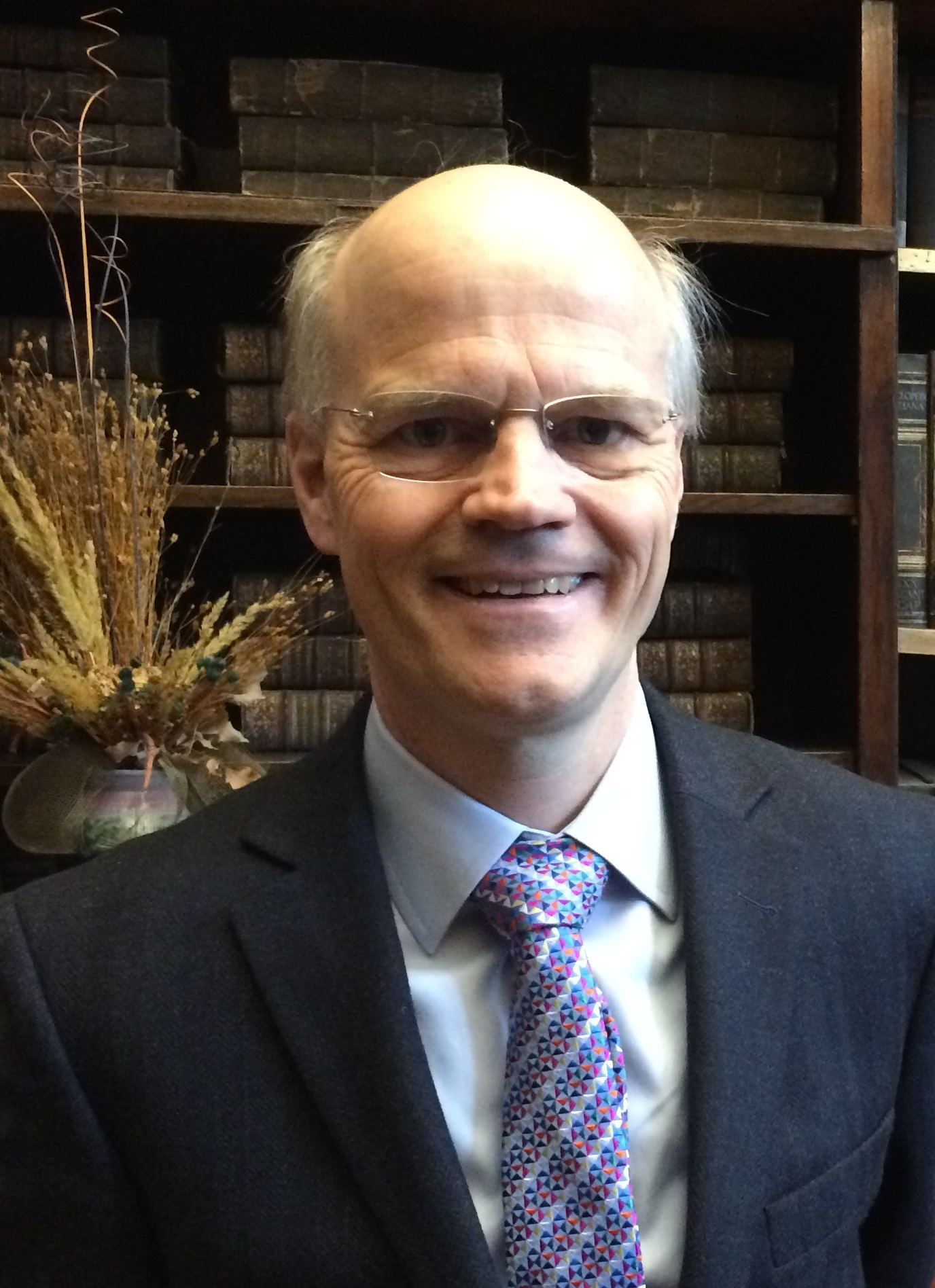
Enno Aufderheide (2017)

Enno Aufderheide (* 25. März 1958 in Bochum) ist ein deutscher Biologe und Wissenschaftsmanager. Von Juli 2010 bis Ende März 2024 war er Generalsekretär der Alexander-von-Humboldt-Stiftung.

## Leben
Enno Aufderheide, wie sein Bruder Eberhard Sohn von Dorothea Aufderheide, geborene van Senden, und Helmut Aufderheide (1919 in Berwicke-Welver geborener Jurist, Bürgermeister der Stadt Neumünster und in Bielefeld lebender Beigeordneter), studierte zwischen 1978 und 1985 Biologie in Bielefeld, Bonn, in Boulder/USA und in Darmstadt. Zwischen 1985 und 1988 fertigte er seine Dissertation am Friedrich-Miescher-Labor der Max-Planck-Gesellschaft an und promovierte zum Dr. rer. nat. In seiner Studienzeit war Aufderheide Stipendiat der Studienstiftung des deutschen Volkes. Zwischen 1988 und 1999 war er in verschiedenen Funktionen im Bereich Projektträgerschaften des Deutschen Zentrums für Luft- und Raumfahrt (DLR) tätig. Zunächst war er „Wissenschaftlicher Mitarbeiter für die Betreuung laufender Förderschwerpunkte“ für Rheuma und Autoimmunerkrankungen, ab 1990 dann Mitarbeiter in der Planungsabteilung unter anderen für die Strategieentwicklung zur Aufbauförderung in den Neuen Bundesländern, ab 1992 leitete er eine Arbeitsgruppe für Projektträgeraufgaben für das damalige Bundesministerium für Gesundheit, 1995 wurde er dann bei der DLR Leiter der Abteilung Gesundheitswesen.
Im Jahr 1999 wechselte Aufderheide als Leiter des Referates Forschung zum Wissenschaftsrat nach Köln, wo er unter anderem für die „Betreuung der Stellungnahmen zur Helmholtz-Gemeinschaft (Systemevaluation) und zum Programm der Sonderforschungsbereiche sowie zu den Forschungszentren der Deutschen Forschungsgemeinschaft“ zuständig war. Zwischen 2002 und 2006 war er danach Geschäftsführer für den Bereich Wissenschaft der Helmholtz-Gemeinschaft; 2006 wechselte er zur Max-Planck-Gesellschaft nach München, wo er Leiter der Abteilung „Forschungspolitik und Außenbeziehungen“ wurde. Im Jahr 2008 wurde Aufderheide zugleich Geschäftsführer der „Minerva Stiftung“, die die deutsch-israelische Zusammenarbeit in der Wissenschaft fördert. Im Juli 2010 schließlich wurde Aufderheide Generalsekretär der Alexander-von-Humboldt-Stiftung mit Dienstsitz in Bonn. Nach fast 14 Jahren in diesem Amt ging er Anfang April 2024 in den Ruhestand. Aufderheide veröffentlichte zwischen 1987 und 1993 sieben wissenschaftliche Publikationen in Peer Review-Zeitschriften (etwa in Cell und Journal of Cell Biology) und „diverse Beiträge“ zu wissenschaftspolitischen Themen. Aufderheide ist verheiratet und hat drei Töchter.

## Auszeichnungen
- 2009 Kussmaul-Medaille der Deutschen Gesellschaft für Rheumatologie